# 서울양전초등학교
서울양전초등학교(서울良田初等學校)는 대한민국 서울특별시 강남구에 있는 공립 초등학교이다.

## 학교 연혁
- 1989년 5월 6일 서울양전초등학교 개교
- 1990년 2월 16일 제1회 졸업식(317명)
- 2007년 2월 9일 전자도서관 개관
- 2009년 4월 16일 양전영어체험센터 개관
- 2010년 3월 1일 제7대 김현용 교장 부임
- 2013년 9월 1일 전자도서관 이전 및 학습지원실 신설
- 2013년 9월 30일 다목적 강당 양전 늘푸름관 개관
- 2014년 3월 1일 제8대 고성욱 교장 부임
- 2014년 8월 21일 주차장 야간 개방 사업
- 2015년 3월 19일 중앙현관 리모델링
- 2015년 11월 17일 종합예술실 개관
- 2016년 12월 15일 도서실 리모델링 개관식
- 2017년 3월 1일 제9대 박금은 교장 부임

## 참고 자료
- 서울양전초등학교 - 한국교육학술정보원 학교알리미